# Honda Jade
La Honda Jade (in giapponese: ホンダ ・ ジェイド, Honda Jeido) è una vettura prodotta dalla casa automobilistica giapponese Honda dal 2013.

## Descrizione
Anticipata dall concept car Honda Concept S e presentata al salone di Shanghai 2013, la Jade è una monovolume compatta introdotta per la prima volta sul mercato cinese nel settembre 2013, dove viene prodotto dalla joint venture Dongfeng Honda.
La Jade si basa sulla piattaforma della Civic di nona generazione ed è disponibile in due versioni a 5 o 6 posti. La Jade è stata sviluppata principalmente pensando al mercato cinese, ma da febbraio 2015 è stata venduta anche in Giappone.
Ci sono due livelli di allestimento (EXi o VTi) e due tipologie di trasmissioni (5AT o CVT). I motori sono due benzina a quattro cilindri: un 1.8 VTEC aspirato e un 1.5 turbo.